# Burg Hohenfels (Oberpfalz)

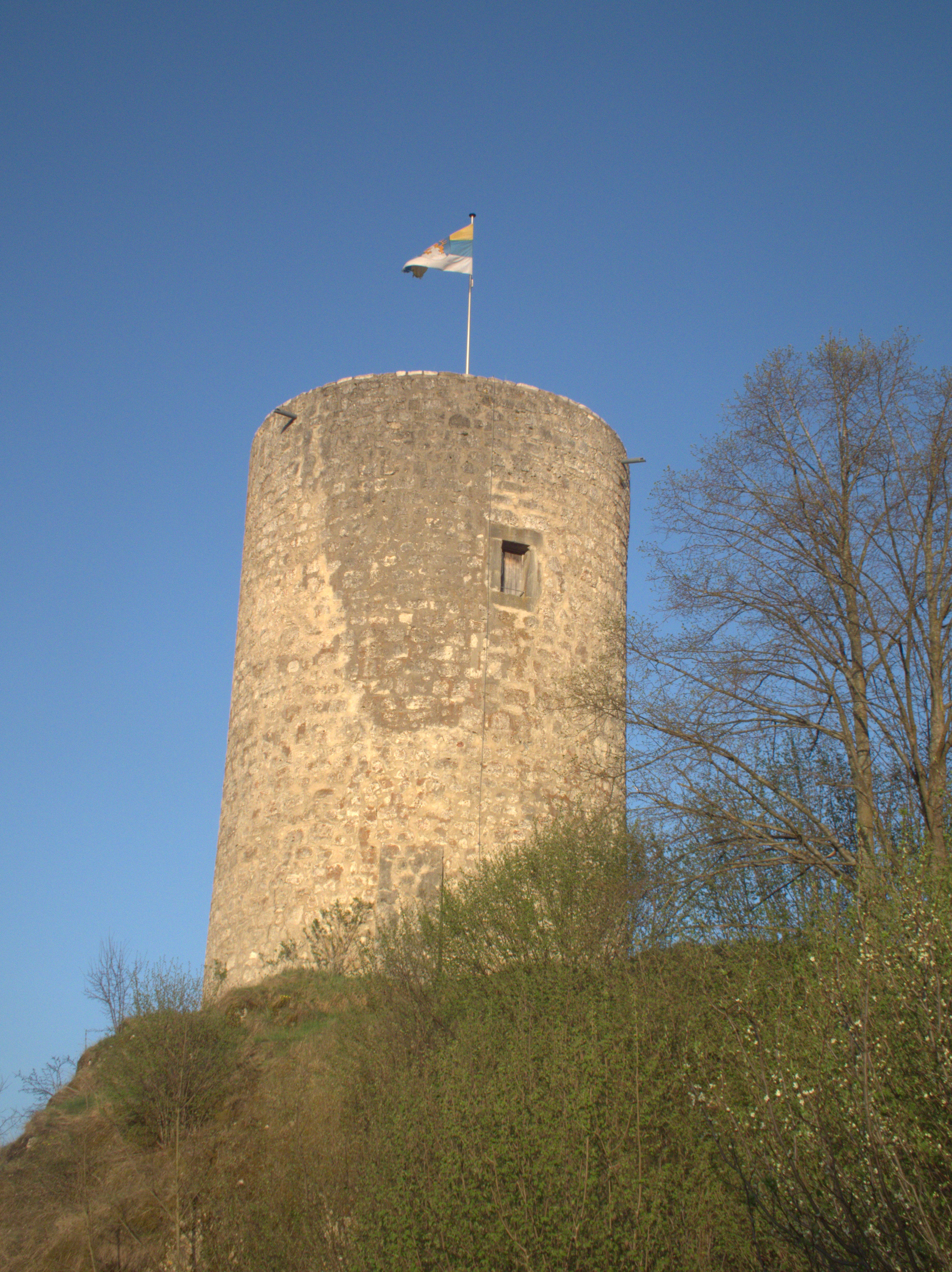
Runder Bergfried der Burg Hohenfels

Burg Hohenfels ist die Ruine einer Höhenburg auf einem langgestreckten 428 m ü. NN hohen Bergrücken in Hohenfels im oberpfälzischen Landkreis Neumarkt in der Oberpfalz in Bayern. Sie ist unter der Aktennummer D-3-73-134-2 als Baudenkmal verzeichnet. Die Anlage wird ferner als Bodendenkmal unter der Aktennummer D-3-6737-0158 mit der Beschreibung „archäologische Befunde im Bereich der mittelalterlichen Burgruine Hohenfels“ geführt.
Die Burgruine ist jederzeit frei zugänglich.

## Geschichte der Burg
Die Burg wurde vermutlich Anfang des 12. Jahrhunderts von den Herren von Hohenfels († 1393), einem Zweig der Raitenbucher († 1333), die Ministeriale des Bischofs von Regensburg waren, als allodialer Stammsitz erbaut.
Am 28. Dezember 1250 versuchte Konrad von Hohenfels im Auftrag des Bischofs von Regensburg, König Konrad IV. zu ermorden, musste nach dem misslungenen Attentat aber fliehen. Konrad IV. ließ die Burg zerstören, die danach wieder aufgebaut wurde. 1427 wurde die Burg von pfälzischen Wittelsbacher Pflegern besetzt und später durch böhmische Hussiten zerstört. Sie wurde zwar wieder aufgebaut, verlor aber an Bedeutung.
Im 19. Jahrhundert wurde die Burg auf Abriss verkauft und als Steinbruch genutzt.

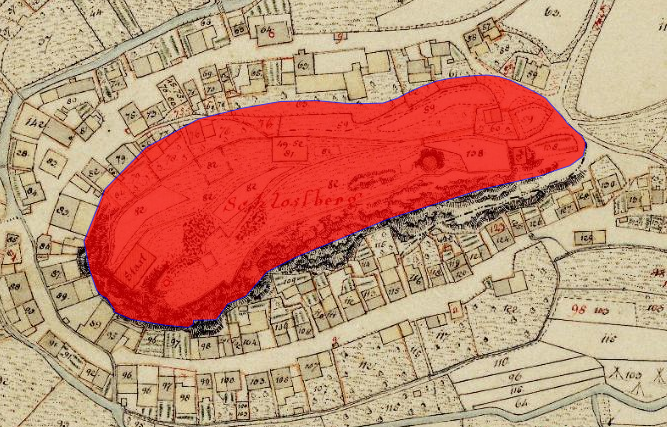
Lageplan der Burg Hohenfels (Oberpfalz) auf dem Urkataster von Bayern

## Beschreibung
Die ehemalige, 100 Meter lange romanische Burganlage verfügte über zwei Bergfriede. Der an der Ostseite zum Schutz des Burgzugangs auf einer Felsspitze erbaute runde Bergfried mit einem in über 10 Meter Höhe gelegenen Hocheingang aus Bruchstein gemauert ist heute noch das einzige erhaltene Burggebäude.
Der zweite quadratische Bergfried mit einer Seitenlänge von neun Meter, von dem nur noch ein Stumpf erhalten ist, war mit Buckelquadern verblendet und stammt aus dem späten 12. Jahrhundert. Welcher der Bergfriede zuerst erbaut wurde, ist unsicher.
Mehrere eckige Burggebäude aus der Zeit zwischen 1250 und 1427 gruppierten sich um den eckigen Bergfried, der den Eingang zur Kernburg schützte. Vermutlich stammt ein gotisches Gewölbe, das im Bauschutt gefunden wurde, aus der Burgkapelle.

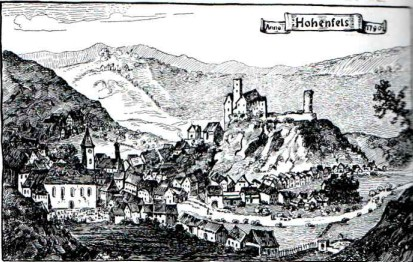
Hohenfels, Burg und Markt in einer Federzeichnung um 1800